# (473071) 2015 HZ95
(473071) 2015 HZ95 es un asteroide perteneciente al cinturón de asteroides, descubierto el 25 de diciembre de 2005 por el equipo del Mount Lemmon Survey desde el Observatorio del Monte Lemmon, Arizona, Estados Unidos.

## Designación y nombre
Designado provisionalmente como 2015 HZ95.

## Características orbitales
2015 HZ95 está situado a una distancia media del Sol de 2,451 ua, pudiendo alejarse hasta 2,753 ua y acercarse hasta 2,150 ua. Su excentricidad es 0,122 y la inclinación orbital 4,930 grados. Emplea 1402 días en completar una órbita alrededor del Sol.

## Características físicas
La magnitud absoluta de 2015 HZ95 es 17,4.